# Jan Sylvefjord
Jan Sylvefjord – szwedzki żużlowiec.
Dwukrotny finalista młodzieżowych indywidualnych mistrzostw Szwecji (Avesta 1973 – V miejsce, Gislaved 1974 – srebrny medal).
W lidze szwedzkiej reprezentował barwy klubu Gamarna Sztokholm (1974–1980). 